# 아이언맨 3
《아이언맨 3》(영어: Iron Man 3)는 마블 스튜디오에서 제작하고 월트 디즈니 스튜디오 모션 픽처스가 배급을 맡은 마블 코믹스의 캐릭터 아이언맨을 원작으로 한 2013년 미국의 슈퍼히어로 영화이다. 이 영화는 《아이언맨 2》의 속편으로, 마블 시네마틱 유니버스의 일곱 번째 작품이다. 크로스오버 영화 《어벤져스》 이후 처음으로 개봉하는 마블 시네마틱 유니버스 작품이다. 셰인 블랙이 감독을 맡았고, 드루 피어스는 셰인 블랙과 공동으로 각본을, 워런 엘리스는 음악을 맡았다. 《아이언맨》, 《아이언맨 2》를 감독한 존 파브로는 스탠 리와 함께 이그제큐티브 프로듀서를 맡았다. 로버트 다우니 주니어는 아이언맨, 기네스 팰트로는 페퍼 포츠, 돈 치들은 제임스 로드, 존 패브로는 해피 호건 역으로 이전 작과 똑같은 역할로 출연한다. 가이 피어스, 리베카 홀, 스테퍼니 쇼스택, 제임스 배지 데일, 벤 킹즐리, 윌리엄 새들러는 처음 캐스팅되었다.
《아이언맨 3》는 후반 제작에서 3D로 변환되었다. 영화는 2013년 4월 14일 프랑스 파리 그랜드 렉스에서 처음으로 상영되었다. 2013년 4월 25일에는 세계적으로 아이맥스가 개봉되었고, 미국에서는 2013년 5월 3일 개봉하였다.

## 줄거리
1999년 새해 전야 파티에서 토니 스타크는 심한 부상에서 회복할 수 있는 실험적 재생 치료법인 익스트리미스의 발명가인 과학자 마야 한센을 만난다. 장애인 과학자 올드리치 킬리언은 자신의 회사 어드밴스트 아이디어 매카닉스(Advanced Idea Mechanics)에 자리를 제안했지만 스타크는 그를 거부한다. 13년 후 스타크는 외상 후 스트레스 장애를 앓고 있으며 외계인의 뉴욕 침공 경험으로 인해 공황 발작이 자주 발생한다. 그는 불면증에 대처하기 위해 수십 개의 새로운 아이언맨 슈트를 만들어 그의 여자 친구 페퍼 포츠와 마찰을 일으켰다.
한편 만다린으로 알려진 테러리스트가 일련의 폭격을 주장한다. 스타크의 보안 책임자 해피 호건은 그러한 공격으로 중상을 입고 혼수 상태에 빠졌고 스타크는 만다린에게 텔레비전으로 위협을 가하고 그 과정에서 그의 집 주소를 공개했다. 만다린은 건쉽 헬리콥터를 보내 스타크의 집을 파괴한다. 스타크에게 경고하러 온 한센은 포츠의 공격에서 살아남는다. 스타크는 만다린에 대한 스타크의 조사에서 비행 계획에 따라 실험적인 새로운 아이언맨 슈트를 입고 탈출한다. 스타크의 새 갑옷은 완전히 작동하지 않고 말리부로 돌아갈 충분한 힘이 부족하여 세상이 그가 죽었다고 믿게 만든다.
지역 소년 할리 키너의 도움으로 스타크는 테러리스트의 알려진 공격보다 몇 년 전에 발생했지만 만다린 공격의 특징이 있는 지역 폭발의 잔해를 조사한다. 그는 몸이 치료를 폭발적으로 거부하는 익스트리미스의 대상이 된 병사들에 의해 "폭격"이 촉발되었음을 발견했다. 이러한 폭발은 익스트리미스의 결점을 은폐하려는 테러리스트의 음모로 인해 잘못되었다. 스타크는 만다린 요원 사빈과 브랜트가 그를 공격했을 때 익스트리미스를 직접 목격한다. 스타크는 브랜트를 죽이고 사빈을 무력화시킨다. 한편 킬리언은 한센의 도움을 받아 포츠를 부활시키고 납치한다. 미국 정보 기관은 계속해서 만다린을 찾고 있으며, 이전 워 머신이었던 제임스 로즈는 현재 아이언 패트리어트로 브랜드가 변경되었다.
만다린을 마이애미로 추적하는 스타크는 즉석 무기를 사용하여 본부에 침투한다. 내부에서 그는 만다린이 자신의 이미지에서 수행되는 행동을 인식하지 못하는 트레버 슬래터리라는 영국 배우임을 발견한다. 킬리언은 스타크를 붙잡는다. 그는 스타크가 그녀를 구하는 동안 익스트리미스의 결점을 수정하는 데 도움이 될 것이라는 희망으로 포츠를 익스트리미스에 노출시켰다고 밝혔다. 한센이 자신의 작전을 위태롭게하겠다고 위협하여 킬리언을 배신하자 킬리언은 그녀를 치명적으로 쏜다.
스타크는 탈출하고 로즈와 재회하며 킬리언이 사빈이 조종하는 아이언 패트리어트 갑옷을 사용하여 에어포스 원에 탑승한 엘리스 대통령을 공격하려고한다는 사실을 발견했다. 스타크는 사빈을 죽이고 승객과 승무원을 구하지만 킬리언이 엘리스를 납치하는 것을 막을 수는 없다. 압수 된 손상된 유조선에서 킬리언은 생방송으로 엘리스를 죽이려고한다. 부통령은 익스트리미스가 어린 딸의 장애를 치료하는 대가로 킬리언의 명령에 따라 꼭두각시 지도자가 될 것이다. 스타크와 로즈는 J.A.R.V.I.S.가 원격으로 제어하는 나머지 아이언맨 수트의 도움을 받아 플랫폼에 침투한다. 로즈는 대통령을 확보하고 그를 안전하게 데려가는 반면 스타크는 포츠가 익스트리미스 절차에서 살아 남았음을 발견한다. 그가 그녀를 구하기 전에 장비가 그들 주위에서 무너지고 그녀는 아래 플랫폼으로 떨어져 스타크는 그녀가 죽었다고 믿게 만든다. 스타크는 킬리언과 싸우지 만 자신이 궁지에 몰리게된다. 한센의 익스트리미스 연구를 자신의 장애 치료제로 사용하고 부상당한 참전 용사를 포함하도록 프로그램을 확장한 킬리언은 자신이 슬래터리의 은폐 뒤에 있는 진정한 만다린임을 밝힌다. 익스트리미스의 힘으로 그녀가 추락에서 살아남을 수 있었던 포츠는 스타크를 구하기 위해 킬리언을 죽인다.
포츠에 대한 헌신의 표시로 스타크는 J.A.R.V.I.S. 모든 아이언맨 슈트를 파괴한다. 부사장과 슬래터리는 체포되고 해피는 혼수 상태에서 깨어난다. 스타크의 도움으로 포츠의 익스트리미스 효과가 안정화된다. 그리고 스타크는 심장 근처의 파편을 제거하고 구식 흉부 아크 원자로를 바다에 던지는 수술을 받고 아이언맨으로서의 삶을 줄여나가겠다고 약속한다. 그는 기술이 없더라도 항상 아이언맨이 될 것이라고 생각한다.

## 배역
- 로버트 다우니 주니어 - 토니 스타크 / 아이언맨
- 귀네스 팰트로 - 페퍼 포츠
- 돈 치들 - 제임스 로즈 / 아이언 패트리어트
- 가이 피어스 - 올드리치 킬리언
- 벤 킹슬리 - 트레버 슬래터리 / 만다린
- 리베카 홀 - 마야 한센
- 스테퍼니 쇼스택 - 엘런 브랜트
- 제임스 배지 데일 - 에릭 사빈
- 존 패브로 - 해피 호건
- 타이 심프킨스 - 할리 키너
- 왕쉐치 - 우 박사
- 판빙빙 - 우 박사의 조수[4]
- 폴 베타니 - 자비스 (목소리)
- 애슐리 해밀턴 - 잭 태거트
- 윌리엄 새들러 - 매슈 엘리스 대통령
- 미겔 페러 - 로드리게스 부통령
- 숀 토브 - 호 인센
- 데일 디키 - 데이비스 부인
- 애덤 팰리 - 게리
- 마크 러펄로 - 브루스 배너
- 스탠 리 - 미인 대회 심사위원

## 한국어 더빙
- 홍시호 - 토니 스타크 / 아이언맨
- 한경화 - 페퍼 포츠
- 김승태 - 제임스 로드 / 아이언 패트리어트
- 임채헌 - 알드리치 킬리언
- 장광 - 만다린 / 트레보 슬래터리
- 박신희 - 마야 한센
- 박영재 - 해피 호건
- 김정은 - 자비스, 매슈 엘리스
- 사성웅 - 브루스 배너 / 헐크
- 정성훈 - 에릭 사빈 / 콜드 블러드
- 김나율 - 할리 / 브란트

## 슈트
- Mk.7

어벤져스 1편의 후반 뉴욕 전투에서 사용하던 슈트이다. 사용자가 착용한 팔찌를 인식해 슈트를 착용하는 방식이다.그런데 영화 초반에 그냥 슈트를 착용하는 모습을 볼 수 있다.
- Mk.8
- MK.9

외형이 아이언맨 Mk.7과 비슷하다
- Mk.10
- Mk.11
- Mk.12
- Mk.13
- Mk.14
- Mk.15 - 스니키

스텔스 슈트.
- Mk.16 - 나이트클럽

블랙 스텔스 슈트.
- Mk.17 - 하트브레이커

대화력전 슈트. 아크 원자로를 강화시킨 슈트이다.
- Mk.18 - 카사노바

스텔스 대화력전 슈트.
- Mk.19 - 타이거

초고속 슈트 프로토타입.
- Mk.20 - 파이썬

장거리 슈트.
- Mk.21 - 마이다스

고지대 전용 초고도 슈트.
- Mk.22 - 핫로드

워 머신 Mk.2 프로토타입.
- Mk.23 - 쉐이즈

극열 슈트.
- Mk.24 - 탱크

중전투 슈트.
- Mk.25 - 썸퍼/스트라이커

중건설 슈트.
- Mk.26 - 감마

썸퍼 업그레이드 슈트.
- Mk.27 - 디스코

카멜레온 슈트.
- Mk.28 - 잭

방사선 구역 전용 슈트.
- Mk.29 - 피들러

경건설 슈트.
- Mk.30 - 블루 스틸

강화 에너지 슈트 프로토타입.
- Mk.31 - 피스톤

초고속 센츄리온 슈트.
- Mk.32 - 로미오

강화용 RT 슈트.
- Mk.33 - 실버 센츄리온

강화 에너지 슈트.
- Mk.34 - 사우스포

재난 구조용 슈트 프로토타입.
- Mk.35 - 레드 스내퍼

재난 구조용 슈트.
- Mk.36 - 피스메이커

폭동 진압용 슈트.
- Mk.37 - 해머헤드

심해용 슈트.
- Mk.38 - 이고르

중화물 슈트.
- Mk.39 - 스타부스트/제미니

준궤도용 슈트.
- Mk.40 - 샷건

초고속 슈트. 최고 속도 마하5
- Mk.41 - 본즈

자율 추진 부착 슈트 프로토타입.
- Mk.42

자율 추진 부착 슈트. 아이언맨 3의 메인 슈트. 자율 추진 기능의 2번째 프로토타입.
- 아이언 패트리어트 (워머신 Mk.2)

워머신 Mk.2를 성조기 색으로 도색한 슈트. 워머신 MK.2로 어벤져스: 에이지 오브 울트론의 소코비아 전투에도 나온다.

## 음악
2012년 10월 브라이언 타일러는 영화 음악을 맡기로 결정했다. 음악은 애비 로드 스튜디오에서 런던 필하모닉 오케스트라와 함께 녹음했고, 새로운 영화 음악 기술인 돌비 애트모스를 사용했다. 브라이언 타일러는 《아이언맨》의 라민 자와디, 《아이언맨 2》의 존 데브니에 이어 영화 음악을 맡은 세 번째 주요 작곡가이다.
2013년 3월 디즈니 뮤직 그룹은 콘셉트 음반 Heroes Fall(아이언맨 3 사운드트랙)을 발표했고, 영화의 사운드트랙은 2013년 4월 30일 할리우드 레코드와 마블 뮤직을 통해 발매되었다.

## 개봉

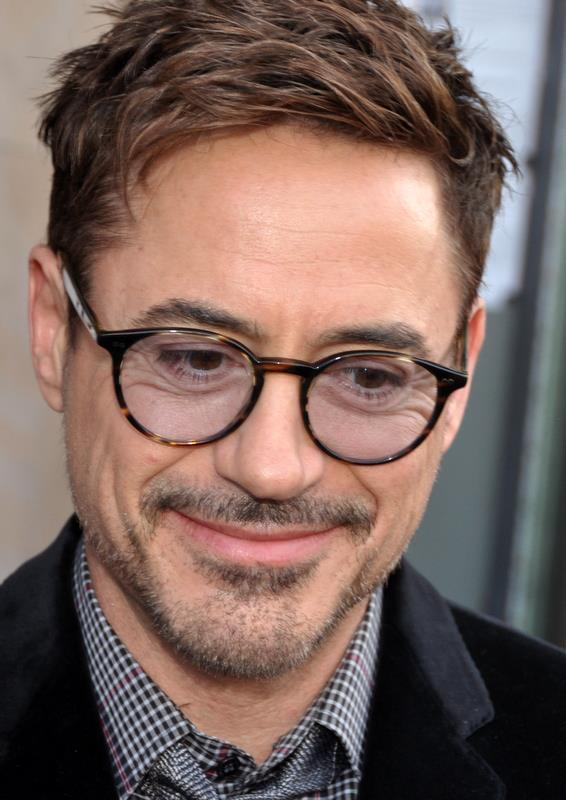
2013년 4월 프랑스 파리 Le Grand Rex에서 열린 프리미어에서의 로버트 다우니 주니어.

《아이언맨 3》는 DMG 엔터테인먼트를 통해 개봉되는 중국과 텔레 뮌헨 그룹을 통해 개봉되는 오스트리아, 독일을 제외하고는 월트 디즈니 스튜디오 모션 픽처스가 세계 거의 모든 나라의 배급을 맡았다. 《아이언맨 3》 중국 버전에는 중국 관객들을 위해 특별히 준비된 추가 영상이 포함되어있다. 중국 버전에는 4분 이상의 화면을 담고 있는데, 닥터 우가 전화하고 있을 때 TV에서 아이언맨이 천안문 광장에서 환호를 받는 장면, 닥터 우와 조수가 이야기를 나누는 장면이 나온다. 또 추가 영상에는 프러덕트 플레이스먼트를 이용했는데, 중국의 제품이 나온다. 미국 초연은 2013년 4월 24일 엘 캐피턴 시어터에서 열렸다. 영국의 초연은 원래 4월 17일로 예정되어 있었지만, 영국의 총리 마거릿 대처의 장례식을 위해 18일로 미루어졌다. 일본 나고야 코로나 월드 극장에서 섬광등 빛, 틸트 시트, 바람, 안개, 냄새 효과를 가진 4DX로 상영되었다. 리글 시네마, AMC 극장, 카마이크 시네마는 미국 초연 2주 전에 티켓을 예약 판매했다. 영화관 대부분은 주말에 《아이언맨 3》를 상영했기 때문에 많은 수익을 얻었고, 이로 인해 디즈니는 티켓 판매 수익을 더 받겠다는 계약 분쟁이 일어났다. 카마이크 시네마는 디즈니와 재일먼저 분쟁을 해결했다. 하지만 곧 카마이크도 티켓 판매를 중단했고, 리글은 《아이언맨 3》에 대한 모든 홍보 활동을 중단했다고 발표했다. 결국 2013년 4월 25일 세 개의 극장과 분쟁을 해결 해 티켓 판매를 다시 시작했다.
한국의 경우 어벤져스 흥행에 따른 마블 시네마틱 유니버스 영화에 나온 캐릭터와 배우들의 인기가 급상승하면서 CGV 예매율이 무려 87.4%라는 최고의 예매율을 기록해 2012년 다크나이트 라이즈보다 1.3% 높은 기록으로 901만의 관객을 끌어모았다.

## 반응

### 평가
《아이언맨 3》는 평론가들에게 대체적으로 좋은 평가를 받았다. 리뷰 애그리게이터 웹사이트 《로튼토마토》에 따르면 222개의 리뷰에서 평균 10점 만점에 7.0점, 그리고 78%의 지지율을 보였다고 보고했다. 반면 《메타크리틱》은 43개의 리뷰 중 100점 만점에 평균 62점을 받았다고한다.

### 박스오피스
《아이언맨 3》는 2013년 5월 9일까지 북미에서 212,421,084만 달러, 5월 8일까지 그 외에 나라에서 563,400,000만 달러 세계적으로 총 775,821,084만 달러를 벌어들이고 있다. 현재까지 벌어들인 수익으로 세계에서 43번째로 많은 수익을 올린 영화이며, 마블 시네마틱 유니버스의 영화 중 세 번째로 많은 수익을 올린 영화이다. 또한 《아이언맨》 영화 시리즈 중 가장 높은 수익을 올린 것 뿐만 아니라 코믹 북 슈퍼영웅 영화 중 열 번째로 많은 수익을 올렸다. 영화는 개봉 첫 주 세계적으로 372,500,000달러를 벌어들여 개봉 첫 주 가장 높은 수익을 올린 영화 10위에 올랐다. 또 5월 3일부터 5일 주말까지 세계적으로 2,860만 달러를 벌어들여 IMAX 영화 중 주말에 가장 많은 수익을 올렸다.

### 수상
| 연도 | 시상식               | 부문                                | 수상/후보      | 결과 | 출처.  |
| ---- | -------------------- | ----------------------------------- | -------------- | ---- | ------ |
| 2013 | 골든 트레일러 어워드 | 섬머 2013 블록버스터 트레일러       | 《아이언맨 3》 | 수상 | [ 25 ] |
| 2013 | 골든 트레일러 어워드 | 최우수 액션                         | 《아이언맨 3》 | 후보 | [ 25 ] |
| 2013 | 골든 트레일러 어워드 | 최우수 사운드 편집                  | 《아이언맨 3》 | 후보 | [ 25 ] |
| 2013 | 골든 트레일러 어워드 | 최우수 섬머 블록버스터 2013 TV 스폿 | 《아이언맨 3》 | 후보 | [ 25 ] |